# Ogończakowate
Ogończakowate (Ascaphidae) – rodzina płazów z rzędu płazów bezogonowych (Anura), charakteryzujących się przypominającym ogon rozszerzeniem kloaki u samców. Pozostaje to w związku z zapłodnieniem wewnętrznym.

## Klasyfikacja
W wyniku obecności ogonopodobnego wyrostka płazy z rodzaju Ascaphus różnią się wyglądem od innych przedstawicieli rzędu bezogonowych, ich klasyfikacja sprawia więc trudności. Zazwyczaj umieszcza się je w podrzędzie Archaeobatrachia. Nieraz jednak uważa się, że rodzaj ten nie powinien należeć do żadnego z 3 podrzędów, ale zostać sklasyfikowany oddzielnie. Najwięcej cech wspólnych ma z rodzajem Leiopelma. Część autorów uznała Ascaphus za takson siostrzany do kladu obejmującego wszystkie pozostałe żyjące płazy bezogonowe, co czyniłoby go najbardziej bazalnym z żyjących rodzajów Anura i uzasadniałoby zaliczenie go do odrębnej rodziny ogończakowatych (Ascaphidae). Z analizy Frosta i współpracowników (2006) wynika jednak, że Ascaphus jest siostrzany do rodzaju Leiopelma, a oba te rodzaje tworzą klad siostrzany do kladu obejmującego wszystkie pozostałe żyjące płazy bezogonowe. Frost i współpracownicy zaliczyli Ascaphus do liopelmowatych i uznali Ascaphidae za młodszy synonim Leiopelmatidae. Późniejsze analizy filogenetyczne Roelantsa i współpracowników (2007) oraz Pyrona i Wiensa (2011) potwierdziły, że Ascaphus i Leiopelma są taksonami siostrzanymi; Roelants i współpracownicy również zaliczali Ascaphus do liopelmowatych. W późniejszej publikacji Bossuyt i Roelants (2009) wydzielili jednak Ascaphidae z Leiopelmatidae, powtórnie klasyfikując je jako odrębną rodzinę. Z badań autorów wynika, że Ascaphus i Leiopelma są taksonami siostrzanymi, ale ich ostatni wspólny przodek żył jeszcze przed rozpadem Pangei, co uzasadnia zaliczenie ich do osobnych rodzin. Badania Blackburna i współpracowników (2010) wskazują z kolei, że ostatni wspólny przodek Ascaphus i Leiopelma żył w kredzie. W klasyfikacji Pyrona i Wiensa (2011) ogończakowate i liopelmowate są odrębnymi rodzinami.

### Etymologia
Ascaphus: gr. negatywny przedrostek α- a-; σκαφος skaphos, σκαφεος skapheos „łopata”.

### Podział systematyczny
Do rodziny należy jeden rodzaj z następującymi gatunkami:
- Ascaphus montanus Mittleman & Myers, 1949
- Ascaphus truei Stejneger, 1899 – ogończak amerykański[5]

## Morfologia
„Ogon” spotykany jest wyłącznie u samców i w rzeczywistości stanowi zakończenie kloaki używane jako narząd kopulacyjny – do wprowadzania nasienia do kloaki partnerki. W związku z tym zapłodnienie zachodzi wewnątrz jej organizmu, jak ma to miejsce u owodniowców. Tymczasem zdecydowana większość bezogonowych rozmnaża się dzięki zapłodnieniu zewnętrznemu.
Podobnie jak dawny wyrostek, u gatunków z tego rodzaju przetrwała także większa liczba kręgów, jak i nieumiejętność wydawania charakterystycznych dla innych Anura dźwięków oraz żebra.
Płazy te osiągają od 2 do 5 cm długości.

## Występowanie
Gatunki zaliczane do tego rodzaju zamieszkują Amerykę Północną (USA, Kanada), a dokładniej stany Montana, Idaho, Oregon i Waszyngton, a także południowo-wschodnią Kolumbię Brytyjską.
Preferują strumienie o wartkim nurcie i dnie wyściełanym przez duże okrągłe kamienie. Nawet osobniki dorosłe wiodą ściśle wodny tryb życia, jednak w chłodnych, wilgotnych warunkach mogą one wynurzać się i poszukiwać pożywienia w środowisku lądowym.
Za dnia zwykle znajdują sobie kryjówkę na terenie zanurzonym pod powierzchnią wód strumienia, rzadziej w jego pobliżu. Osobniki bywały też znajdowane w szczelinach klifów nieopodal wodospadu. Zimą aktywność tych płazów spada.
Kijanki potrzebują do życia chłodnych strumieni o kamieniach o gładkiej powierzchni i średnicy co najmniej 55 mm.

## Pożywienie
Zwierzęta te mogą żywić się zarówno na lądzie w sąsiedztwie strumieni, jak też i w środowisku wodnym. Ich menu jest dość szerokie i obejmuje lądowe, jak i wodne larwy owadów, dorosłe stawonogi (szczególnie pająki), ślimaki.
Kijanki spożywają w niewielkich ilościach glony. Sezonowe pożerają też znaczne ilości pyłku roślin iglastych.

## Rozmnażanie
Sezon rozrodczy trwa od maja do września. Samiec używa zakończenia swej kloaki do umieszczenia nasienia w steku swej partnerki, po czym odbywa się zapłodnienie wewnętrzne, co uchodzi za ewenement wśród bezogonowych. Samica składa jaja w sznurach pod kamieniami strumieni o szybkim nurcie. Z jaj wylęgają się kijanki, którym zabiera od 1 do 4 lat, by ulec metamorfozie w chłodnych, wartkich strumieniach górskich. Większość czasu spędzają one przyssane do gładkich kamieni.